# CCA-Bank
 (juin 2025).
 (juin 2025).
CCA-BANK, ou Crédit Communautaire d'Afrique-Bank S.A., est une banque universelle camerounaise créée en juillet 1997 à Bafoussam. Initialement une société coopérative d’épargne et de crédit, elle devient une société anonyme en 2006, avec un capital social porté à plus de 29 milliards de FCFA. Son siège social est situé à Douala, la capitale économique du Cameroun, son fondateur et président directeur général est Albert Nkemla.

## Historique et positionnement
Lancée en 1998 par Albert Nkemla, CCA-BANK s’est développée pour devenir l’un des principaux établissements bancaires du Cameroun avec un réseau de 56 agences et 64 distributeurs automatiques de billets à travers le pays. En 2018, elle a obtient son agrément officiel en tant que banque universelle, après avoir été un établissement de microfinance de deuxième catégorie. En 2024-2025, la banque a lancé une offre de finance islamique, avec des agences spécialisées à Douala et Yaoundé, validée par la Commission Bancaire d’Afrique Centrale (COBAC).

## Activités et services
CCA-BANK propose des services financiers pour particuliers, PME, grandes entreprises, institutions publiques et privées, notamment :
Comptes courants, épargne, cartes bancaires internationales, prêts personnels, prêts aux entreprises, financement structuré, services digitaux (Internet Banking, SMS Banking),banque d’investissement via sa filiale CCA Bourse & Investissement, des Programmes d’accompagnement pour femmes entrepreneures (« Women Banking ») et entrepreneurs (« Gisèle Success »), Gestion de trésorerie, change, services aux collectivités territoriales décentralisées (CTD), Gouvernance et direction.

## Fonctionnement
l'organisation de CCA-BANK repose sur un conseil d’administration et une direction générale distincte, assurant une gouvernance moderne et efficace. La direction opérationnelle est assurée par la Directrice Générale, Marguerite Fonkwen Atanga. En 2009, la banque a dissocié les fonctions de Président du Conseil d’Administration (PCA) et de Directeur Général (DG) pour renforcer la gouvernance.

## Engagements et partenariats
CCA-BANK s’engage dans l’inclusion financière et le développement local, notamment via des partenariats comme celui signé en avril 2025 avec Prolog, un projet soutenu par la Banque mondiale pour renforcer la gouvernance locale et améliorer la gestion des fonds publics des collectivités territoriales décentralisées. Elle vise à faciliter l’accès au financement des PME, des femmes entrepreneures et des communautés rurales. La banque investit dans la digitalisation et l’innovation pour offrir des services modernes et accessibles.

## References
1. ↑  « CREDIT COMMUNAUTAIRE D'AFRIQUE (CCA) », sur afrigroupe.com (consulté le 11 juin 2025)
2. ↑  Bernard Bangda, « Cameroun : en 2023, la CCA-Bank a réalisé un bénéfice de 13 milliards de FCFA », sur Financial Afrik, 9 août 2024 (consulté le 11 juin 2025)
3. ↑  « Cameroun : inauguration du nouveau siège de CCA Bank à Bonanjo, Douala », sur EcoMatin, 16 octobre 2024 (consulté le 11 juin 2025)
4. ↑  Rédaction, « Albert Nkemla, figure emblématique du secteur financier Africain », sur Business & Finance International, 26 décembre 2024 (consulté le 11 juin 2025)
5. ↑  « Archives des Albert Nkemla », sur CAMEROON CEO (consulté le 11 juin 2025)
6. ↑  « Au Cameroun, CCA Bank sur la piste d’Afriland First Bank », sur JeuneAfrique.com (consulté le 11 juin 2025)
7. ↑  « CCA BANK », sur www.cca-bank.com (consulté le 11 juin 2025)
8. ↑  « Cameroun : qui est Marguerite Fonkwen Atanga, nouveau DG de CCA-Bank ? », sur Journalducameroun.com, 27 avril 2023 (consulté le 11 juin 2025)
9. ↑  « Secteur bancaire : les défis de Marguerite Fonkwen Atanga à la tête de CCA-Bank », sur EcoMatin, 9 mai 2023 (consulté le 11 juin 2025)
10. ↑  « IFC s’associe au Crédit Communautaire d’Afrique Bank pour améliorer l’accès au financement des petites entreprises au Cameroun », sur IFC (consulté le 11 juin 2025)